# Синьцай
Синьца́й (кит. упр. 新蔡, пиньинь Xīncài) — уезд провинциального подчинения провинции Хэнань (КНР). Название означает «новые земли царства Цай» и связано с существовавшим в этих местах в античные времена царством.

## История
Во времена легендарных императоров один из соратников Великого Юя получил титул Люйского хоу (吕侯), и ему был дан удел в этих местах. В эпоху Вёсен и Осеней эти земли стали частью расширившегося на восток удела Цай (蔡侯国), и впоследствии цайский Пин-хоу перенёс сюда столицу царства, которая получила название Синьцай («новый Цай»).
После того, как царство Цинь, завоевав все прочие царства, создало первую в китайской истории централизованную империю, был образован уезд Синьцай. Во времена диктатуры Ван Мана уезд был переименован в Синьцянь (新迁县), но при империи Восточная Хань ему было возвращено прежнее название. При империи Суй уезд был переименован в Гуаннин (广宁县), но затем ему опять было возвращено прежнее название. После монгольского завоевания уезд был в 1266 году расформирован, а его земли перешли под прямое управление властей области Сичжоу (息州), но при империи Мин в 1371 году уезд был создан вновь.
В 1949 году был создан Специальный район Синьян (信阳专区), и уезд вошёл в его состав. В 1965 году из Специального района Синьян был выделен Специальный район Чжумадянь (驻马店专区). В 1969 году Специальный район Чжумадянь был переименован в Округ Чжумадянь (驻马店地区).
Постановлением Госсовета КНР от 8 июня 2000 года были расформированы округ Чжумадянь и городской уезд Чжумадянь, и образован городской округ Чжумадянь.
В 2014 году уезд Синьцай был выведен из состава городского округа Чжумадянь и переведён в непосредственное подчинение властям провинции Хэнань.

## Административное деление
Уезд делится на 3 уличных комитета, 11 посёлков и 9 волостей.